# Antrophyum
Antrophyum es un género de helechos de la familia Pteridaceae. Tienen una distribución Pantropical.

## Descripción
Son helechos con hábitos de epífitas o raramente rupícolas; con rizoma suberecto a rastrero, y escamoso, generalmente oscurecido por raíces enmarañadas y densamente pelosas; raíces no prolíferas; pecíolo ausente o muy reducido; lámina linear o elíptica a oblanceolada, simple, entera, cartácea a carnosa, glabra, con idioblastos espiculares visibles en el haz; nervaduras areoladas, las aréolas alargadas, poligonales, sin nérvulos incluidos; soros alargados a lo largo de las nervaduras formando un patrón reticulado; parafisos ausentes o (en A. ensiforme y especies del Viejo Mundo) presentes, simples o ramificados, con o sin una célula apical agrandada; esporas triletes o monoletes; el número cromosomático es de. x=60.
Antrophyum se reconoce por su nervación areolada y soros que siguen las nervaduras, generalmente formando un patrón reticulado. Las especies neotropicales fueron estudiadas por Benedict (1907, 1911), y la aplicación de varios nombres fue aclarado por Tryon (1964a).

## Taxonomía
Antrophyum fue descrito por Georg Friedrich Kaulfuss y publicado en Enumeratio Filicum 197, 282. 1824. La especie tipo es: Antrophyum plantagineum (Cav.) Kaulf.

## Especies
Especies incluidas:
- Antrophyum annetii (Jeanp.) Tardieu
- Antrophyum austroqueenslandicum D. L. Jones
- Antrophyum bivittatum C. Chr.
- Antrophyum brookei Hook.
- Antrophyum cajenense (Desv.) Spreng.[9]
- Antrophyum callifolium Blume
- Antrophyum castaneum H.Itô
- Antrophyum clementis Christ
- Antrophyum coriaceum (D. Don) Wall. ex Moore
- Antrophyum costatum Alderw.
- Antrophyum formosanum Hieron.
- Antrophyum henryi Hieron.
- Antrophyum immersum (Bory) Mett.
- Antrophyum intramarginale (Baker ex Jenman) Kartesz & Gandhi[10]
- Antrophyum jagoanum D.L.Jones & Bostock
- Antrophyum lancifolium Rosenst.
- Antrophyum latifolium Blume
- Antrophyum ledermannii Hier.
- Antrophyum lessonii Bory
- Antrophyum malgassicum C. Chr.
- Antrophyum mannianum Hook.
- Antrophyum megistophyllum Copel.
- Antrophyum novae-caledoniae Hieron.
- Antrophyum obovatum Bak.
- Antrophyum ovatum Alderw.
- Antrophyum parvulum Bl.
- Antrophyum plantagineum (Cav.) Kaulf.
- Antrophyum ponapense H.Itô
- Antrophyum reticulatum (Forst.) Kaulf.
- Antrophyum semicostatum Bl.; Enum.
- Antrophyum sessilifolium (Cav.) Spreng.
- Antrophyum simulans Alderw.
- Antrophyum smithii C. Chr.
- Antrophyum spathulatum Alderw.
- Antrophyum strictum Mett.
- Antrophyum subfalcatum Brackenr.
- Antrophyum trivittatum C. Chr.
- Antrophyum vittarioides Bak.
- Antrophyum williamsii Benedict
- Antrophyum winitii Tag. & Iwatsuki
- Antrophyum zosteraefolium Fée